# 乌江站
乌江站是位于贵州省遵义市播州区乌江镇的一个铁路车站，邮政编码563104。车站建于1965年，有川黔铁路经过该站，现仅办理货运业务，不办理客运业务，车站及其上下行区间均已电气化。车站距离重庆站356公里，隶属成都铁路局，是四等站。